# Sven Grau
Sven Grau (* 1976) ist ein deutscher Jazzmusiker (Sopran- und Tenorsaxophon).

## Wirken
Grau studierte an der Gesamthochschule Kassel Schulmusik und nahm Unterricht bei Matthias Schubert, Harry Kinross-White und Jerry Bergonzi. International war er in den Gruppen Monoleben, Mars Attacks, Cuba Libre und Das Wunderbare tätig. In der Kasseler Jazzszene spielte er u. a. in der Uni Bigband Kassel und seinen eigenen Projekten „Graulandecke“, zu dem Detlef Landeck, Kai Picker, Rolf Denecke und Joe Bonica gehören, sowie dem Trio Landeck Grau Bonica, mit dem er 2021 das Album Guerilla Jazz bei JazzHausMusik veröffentlichte.
Weiterhin ist er seit 2001 als Saxophonlehrer aktiv.

## Diskographische Hinweise
- Monoleben (2010, mit Fredo Kalupp, Martin Gunkel, Marc Hupfeld)
- Mars Attacks Live bei China (2011, mit Gerrit Roessler, Christian Schiller, Jens Doerr, Daniel Schild sowie Frederik Köster, Matthias Schubert, Tobias Wember)[4]ö
- Landeck, Grau, Bonica: Guerilla Jazz (JazzHausMusik 2021)[5]